# آيت عامر (تسكدلت)
آيت عامر هي إحدى مشيخات المملكة المغربية، تتبع جغرافيا لإقليم شتوكة آيت باها وإداريًا لتسكدلت. يقدر عدد سكانها بـ 1026 نسمة حسب الإحصاء الرسمي للسكان والسكنى لسنة 2004.